# Nikon D40
De Nikon D40 is het compactste lid van Nikons digitale instap-SLR-reeks.
De camera werd op de markt gebracht op 16 november 2006. Vergeleken met zijn voorganger de D50 heeft de D40 minder opties en een lagere prijs: 500 dollar in april 2008 met de 18-55mm G-II-kitlens. Het is een instapmodel in vergelijking met de D80. De D40x werd op de markt gebracht op 6 maart 2007 en heeft een maximum resolutie van 10 megapixels, meer dan de 6 megapixels van de D40. De D40 en de D40x (samen met de D60) zijn de eerste Nikon-DSLR's die alleen automatisch kunnen scherpstellen met F-mountlenzen met interne focusmotors zoals de AF-S en AF-I.
De Nikon D40 is minder duur dan bijvoorbeeld de Canon 400D (ook wel bekend als Digital Rebel XTi in de VS), de Pentax K110D en de Olympus E400, maar is in concurrentie met hybride camera’s (de D40 en de D40x hebben geen Live View zoals bij hybride camera’s wel het geval is). De camerabody gaat vergezeld van een nieuwe kleine kitlens, de AF-S DX Zoom Nikkor 18-55mm f/3.5-5.6G ED II.
Hoewel hij al op de markt is sinds 2006, heeft de Nikon D40 een aantal belangrijke voordelen ten opzichte van de nieuwere Nikon D40x, de D60 en de Canon Rebels. De D40 heeft een hogere 1/500-flitssynchronisatietijd, nuttig bij overdag vol flitsen. Dit is te vergelijken met de typische 1/200 sync van andere instapcamera's en sommige semiprofessionele DSLR-camera’s, zoals de Canon EOS 40D met haar 1/250 sync-snelheid. Omdat er slechts 6 megapixels staan op de DX-formaatsensor is de gevoeligheid van iedere pixel hoger. De standaardgevoeligheid op de D40 is ISO 200 en de D40 schroeft de gevoeligheid op naar ISO 3200 (vermeld als HI1 in het cameramenu).

## Nikon D40x
Op 6 maart 2007 bracht Nikon een zuster van de D40 op de markt: de Nikon D40x. Hoewel ze er aan de buitenkant hetzelfde uitzien, heeft de D40x een CCD-sensor van 10,2 megapixels, continue opname van 3 frames per seconde en een basisgevoeligheid van ISO 100 (zoals hierboven vermeld, krijgt iedere pixel op de CCD-sensor minder licht door). De D40x heeft een flitssynchronisatietijd van 1/200e van een seconde tegenover de 1/500e van de D40. De camera heeft geen ingebouwde autofocusmotor, wat betekent dat alleen Nikonlenzen met AF-I en AF-S kunnen worden gebruikt in de autofocusmodus met de D40x (en de D40) en de lenzen met AF, AF-D, AF-G of AF-N alleen gebruikt kunnen worden in de handmatige scherpstelmodus. Nikon beëindigde de productie in december 2007, kort nadat zijn opvolger D60 op de markt was gebracht.